# Mhère
Mhère este o comună în departamentul Nièvre din centrul Franței. În 2009 avea o populație de 255 de locuitori.

## Evoluția populației
| An        | 1975 | 1982 | 1990 | 1999 | 2006 | 2009 |
| --------- | ---- | ---- | ---- | ---- | ---- | ---- |
| Populație | 376  | 341  | 310  | 279  | 287  | 255  |